# Jabyłczeni
Jabyłczeni (bułg. Ябълчени) – wieś w Bułgarii, w obwodzie Kyrdżali, w gminie Czernooczene. Według danych szacunkowych Ujednoliconego Systemu Ewidencji Ludności oraz Usług Administracyjnych dla Ludności, 15 czerwca 2020 roku miejscowość liczyła 166 mieszkańców.